# Digitaria philippinensis
Digitaria philippinensis är en gräsart som beskrevs av Johannes Jan Theodoor Henrard. Digitaria philippinensis ingår i släktet fingerhirser, och familjen gräs. Inga underarter finns listade i Catalogue of Life.